# 홋카이도 신궁
홋카이도 신궁(일본어: 北海道神宮)은 홋카이도 삿포로시 주오구에 있는 신사로, 구 사격은 관폐대사이며 현재는 별표신사이다.
교통편은 삿포로 시영 지하철 도자이선 마루야마고엔역에서 진입하면 된다.

## 역사
홋카이도 개척을 위해 건설한 신사로, 당시 이 지역의 개척을 놓고 러시아 제국과 다투고 있었던 일본 제국은 러시아로부터 홋카이도와 가라후토를 점령 및 수호하기 위해 건설하였다. 보통 신궁은 유교적 관례에 따라 남향으로 짓는 반면 이 신궁은 동북쪽을 향하고 있는데, 이 이유가 바로 러시아 제국이다.
이 신사를 구상한 사람은 탐험가인 마쓰우라 다케시로(일본어: 松浦武四郎)로, 이시카리 대사 등의 구상을 하고 있었다고 한다.
이에 하코다테 하치만궁(일본어: 箱館八幡宮)의 궁사였던 기쿠치 시게카타(일본어: 菊池重賢)가 자신의 신사의 말사를 짓는 것을 추진하였고, 이것은 승인되었으나 개척사가 설치되면서 실행이 되지 않고, 대신 그는 홋카이도 신궁의 궁사로 올라오게 된다.
이후 개척사의 판관이었던 사가라 마사카쓰(일본어: 相良正勝)가 삿포로에 홋카이도소속 11국의 이치노미야를 건설하는 것을 제안하였으나 거절되었다.
1869년, 메이지 천황이 홋카이도 진호신의 제사에 관한 칙령을 발표하여, 홋카이도 개척을 위한 수호신으로 ]
오쿠니타마노미코토, 스쿠나비코 신, 오쿠니누시 신의 3신을 제정하여 제사를 지내도록 하였고 이후 홋카이도 진좌신제가 행해지게 된다.

삿포로 신사

1871년에는 홋카이도 신궁의 전신인 삿포로 신사(일본어: 札幌神社)가 건립되었으며, 국폐소사의 사격을 부여받음과 동시에 메이지 천황의 칙령으로 인한 신사였기에 칙제사의 사격 역시 보유하게 된다.
1964년에 쇼와 천황이 삿포로 신사를 홋카이도 신궁으로 승격시켰으며, 비로소 홋카이도 신궁이라는 이름을 얻게된다.

## 행사
- 1월 1일 세원제(일본어: 歳元祭)
- 1월 3일 원시제(일본어: 元始祭)
- 1월 4일 고신찰소납제(일본어: 古神札焼納祭)
- 1월 3째주 일요일 기청제(일본어: 祈請祭)
- 4월 13일 시마 판관 위령제(일본어: 島判官慰霊祭)
- 6월 15일 예제(일본어: 例祭)
- 9월 1일 어진재기념제(일본어: 御鎮斎記念祭)
- 10월 17일 신상봉축제(일본어: 神嘗奉祝祭)
- 11월 3일 명치제(일본어: 明治祭)
- 11월 23일 신상제(일본어: 新嘗祭)
- 12월 23일 천장제(일본어: 天長祭)

## 건축물
- 본전(일본어: 本殿)
- 배전(일본어: 拝殿)
- 기도전(일본어: 祈祷殿)
- 참집전(일본어: 参集殿)
- 사무소(일본어: 社務所) - 배전 옆에 있는 상 사무소와 밖에 있는 현대식 건물인 본 사무소로 나뉘어있다.
- 직심정(일본어: 直心亭)
- 홋카이도 신사청(일본어: 北海道神社庁).
- 양심관(일본어: 養心館) - 검도 수련관이다.

### 섭사
- 가이타쿠 신사(일본어: 開拓神社)
- 고레이 신사(일본어: 鉱霊神社)
- 호타키 신사(일본어: 穂多木神社)
- 돈궁(일본어: 頓宮) - 경외섭사

## 갤러리

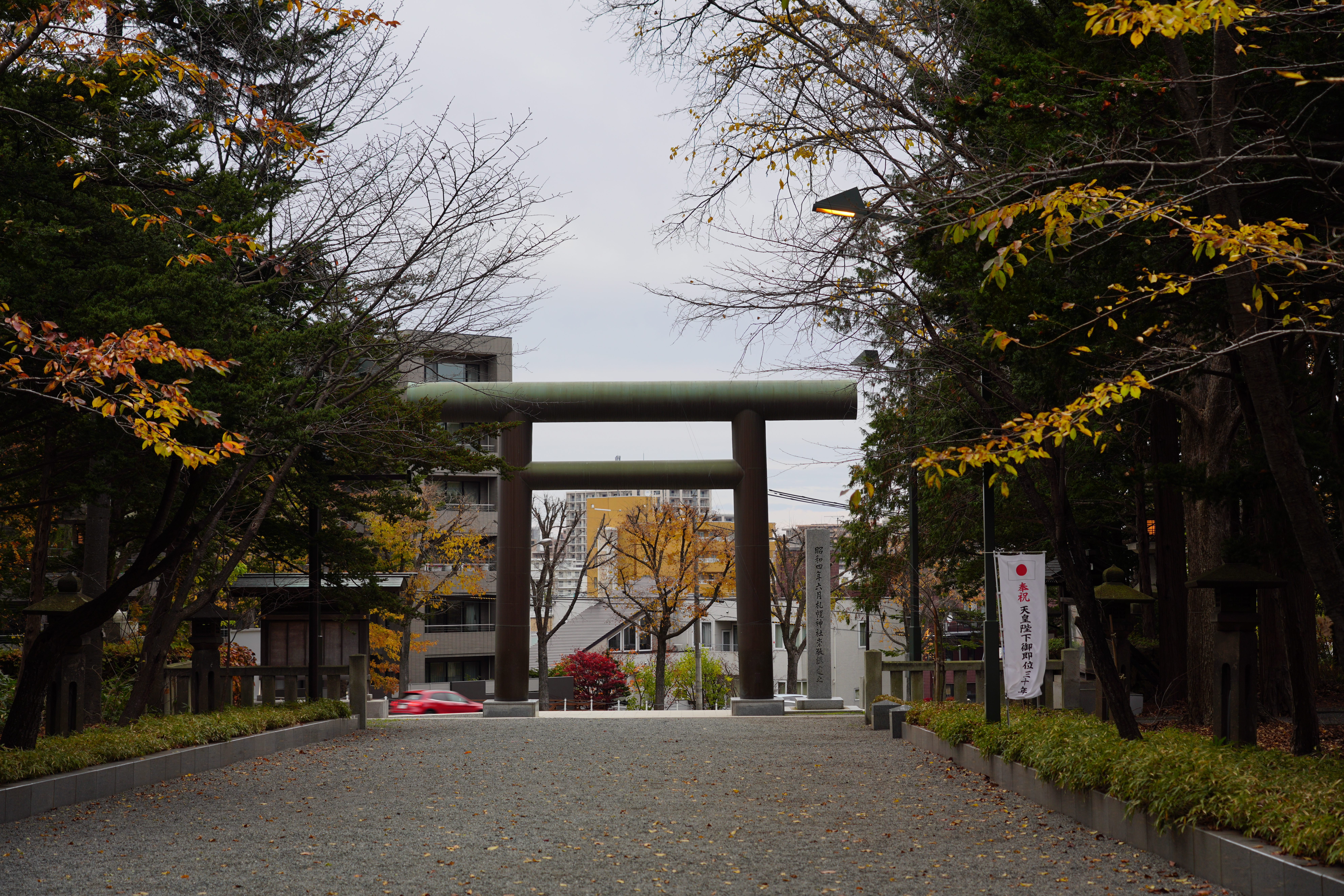
홋카이도 신궁 오도리이
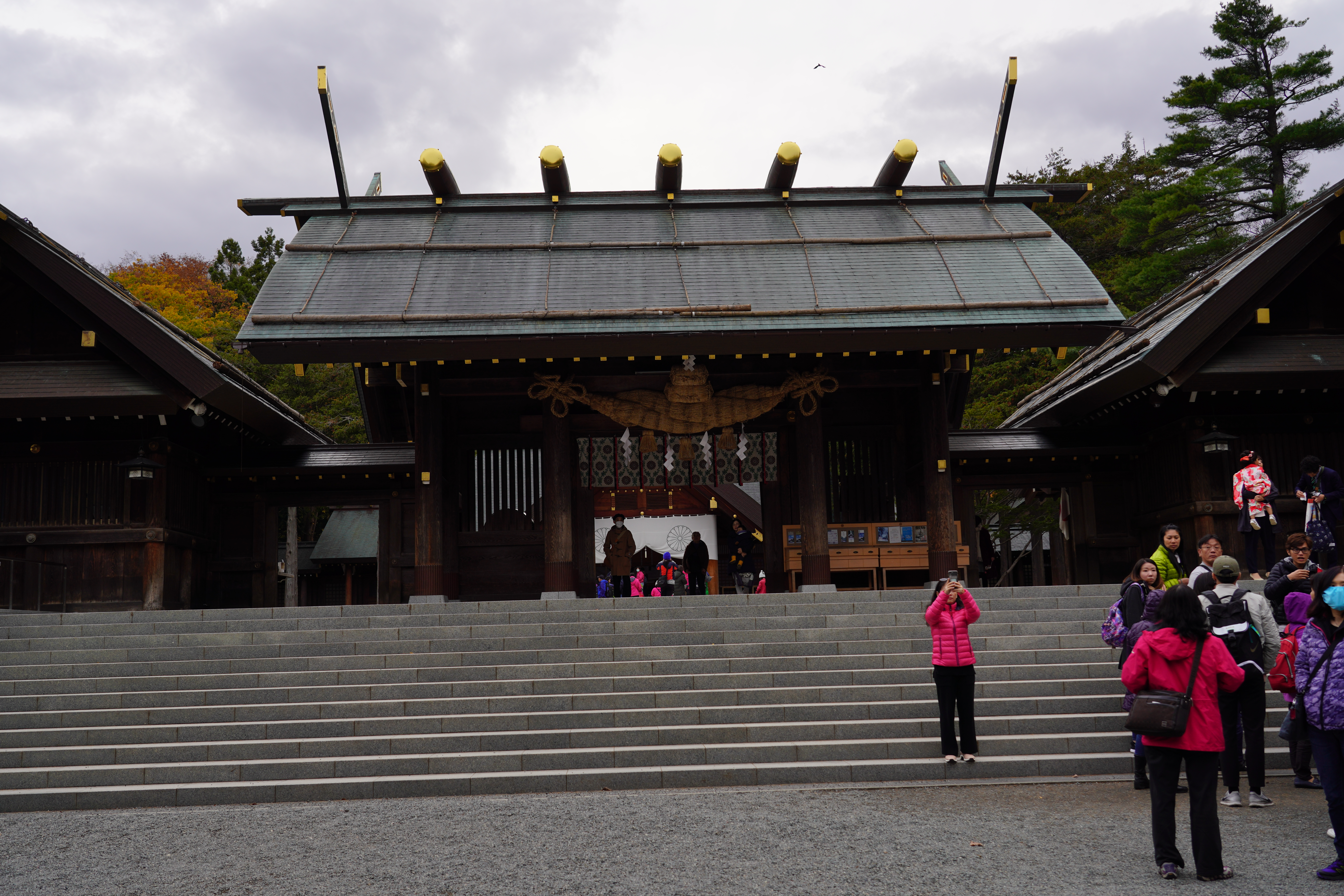
신문
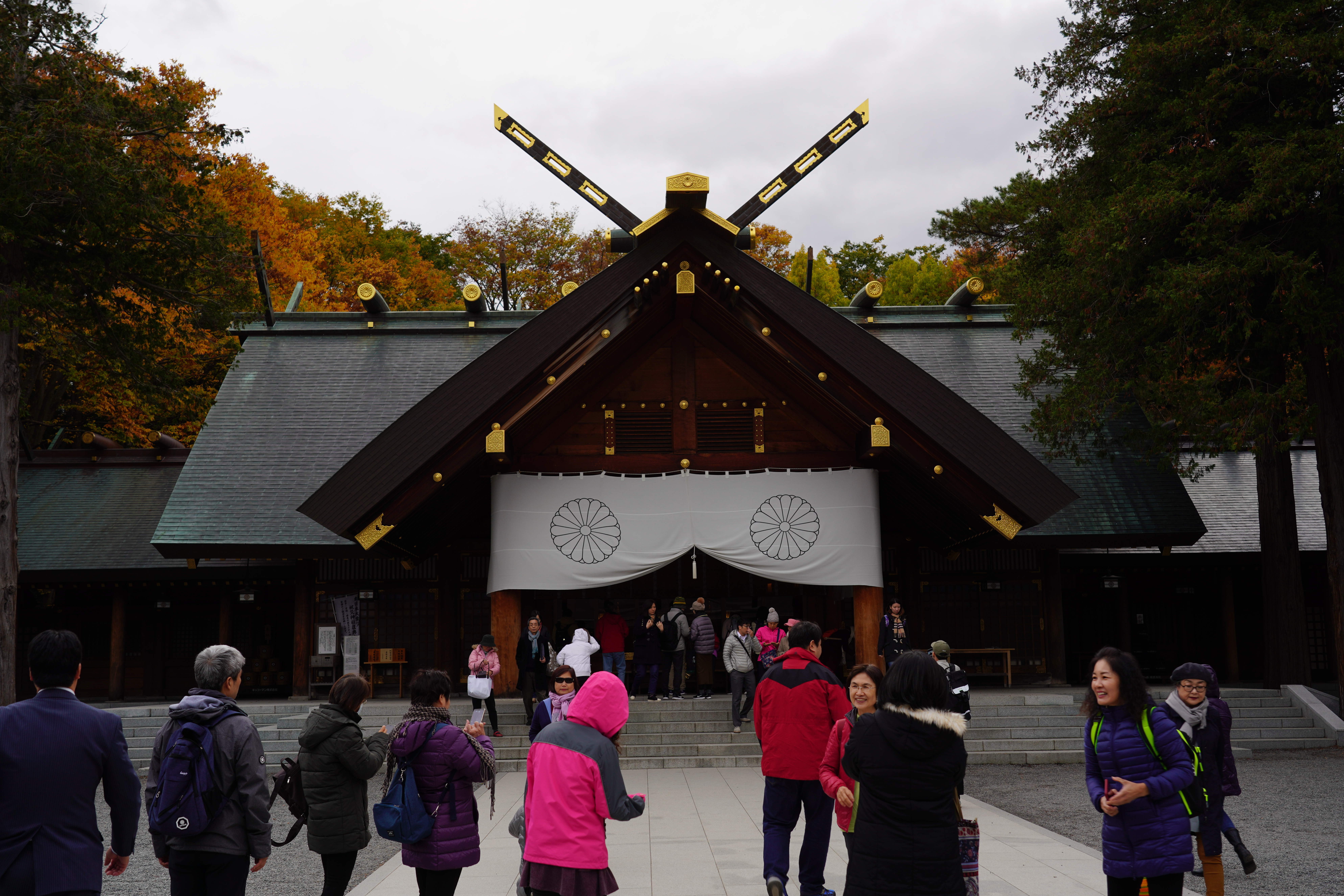
배전
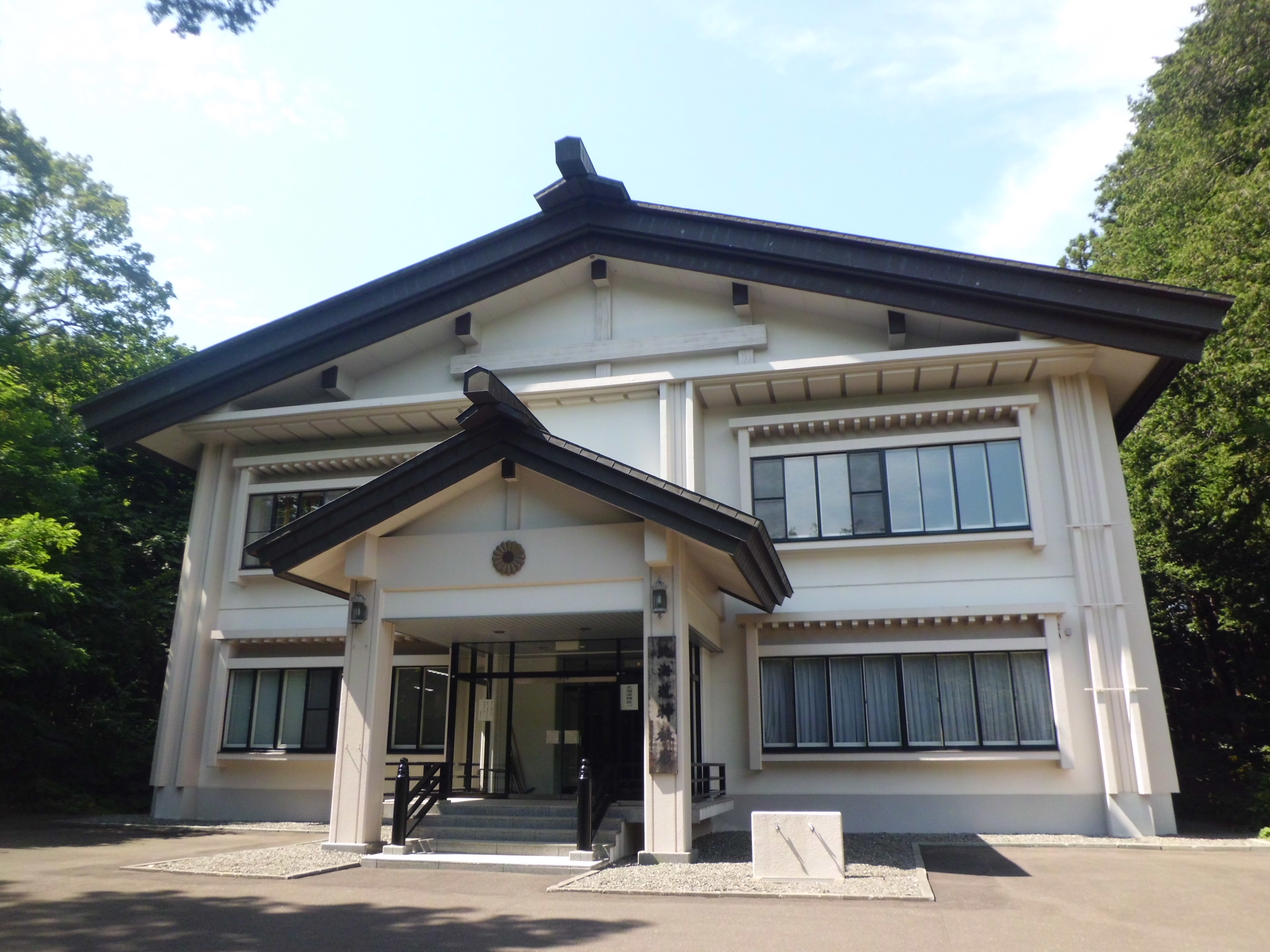
홋카이도 신사청